# Atractodes klinckowstroemi
Atractodes klinckowstroemi là một loài tò vò trong họ Ichneumonidae.